# Orlando Villas Bôas
Orlando Villas Bôas (* 12. Januar 1914 in Santa Cruz do Rio Pardo; † 12. Dezember 2002 in São Paulo, Brasilien) war ein brasilianischer Anthropologe und Sertanista (Indianer-Scout).

## Leben und Wirken
Orlando Villas Bôas und seine Brüder Cláudio Villas Bôas (1916–1998) und Leonardo Villas Bôas (1918–1961) waren Aktivisten für den Schutz indigener Völker. 1961 erreichten sie den gesetzlichen Schutz der Xingu-Indianer und die Einrichtung des Xingu-Nationalparks, einem über 27.000 km² großen Schutzgebiet für indigene Völker in Mato Grosso in Brasilien. Dieses erste große Schutzgebiet war Vorbild für viele weitere derartige Einrichtungen in ganz Südamerika.
Orlando and Cláudio Villas Bôas wurden 1967 von der Royal Geographical Society mit der Founder’s Medal ausgezeichnet, sowohl für ihre geographischen Entdeckungen als auch für ihre humanitäre Arbeit. Orlando Villas Bôas erhielt im Jahre 1984 als Anerkennung für seine humanitäre Arbeit den GEO-Preis, der von Richard von Weizsäcker und Willy Brandt überreicht wurde.
Orlando Villas Bôas starb 2002 88-jährig an multiplem Organversagen. Die Xingu ehrten ihn mit großen Bestattungsfeierlichkeiten (Kuarup), obwohl er ein Weißer war. Sein zwei Jahre jüngerer Bruder Claudio starb schon 1998 im Alter von 82 Jahren.

## Publikationen

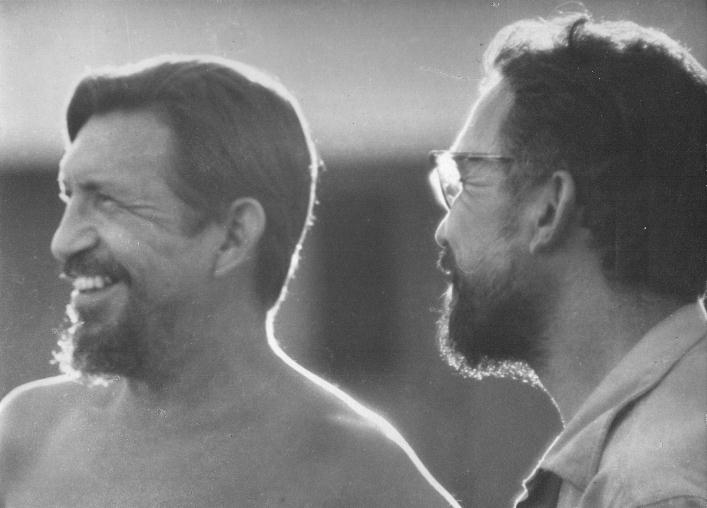
Orlando und Cláudio Villas Bôas

- Orlando Villas Bôas: Os índios na estrada. In: Cadernos da Comissão Pró-Índio: a questão da emancipação. São Paulo, n.1, 1979, p. 87–88.
- Orlando Villas Bôas: O índio – ontem, hoje... e amanhã? In: Tassara, Eda; Bisilliat, Maureen: O índio: ontem, hoje, amanhã. São Paulo: Memorial da América Latina/EDUSP, 1991, pp. 48–56.
- Orlando Villas Bôas: A arte dos pajés: impressões sobre o universo espiritual do índio xinguano. São Paulo: Editora Globo, 2000.
- Orlando Villas Bôas: Senhor. In: Carlos Jacchieri: Carta Brasil 2000 1° Fórum Nacional da Identidade Brasileira. São Paulo: Imprensa Oficial, 2000a, p. 15–20.
- Orlando Villas Bôas: Entrevista. In: Mariléia M. Leal Caruso; Raimundo Caruso: Amazônia, a valsa da galáxia: o abc da grande planície. Florianópolis: Editora da UFSC, 2000b, p. 25–44.
- Orlando Villas Bôas: Um povo na ignorância de seu passado. In: Aguiar, L. A.; SOBRAL, M. (Orgs.) Para entender o Brasil. São Paulo: Alegro, 2001, p. 265–271.
- Orlando Villas Bôas: Discurso proferido na Universidade Federal de Minas Gerais, em 21 de dezembro de 1972. In: Cristina Müller; Luiz Octávio Lima; Moisés Rabinovici (Orgs.): O Xingu dos Villas Bôas. São Paulo: Metalivros, 2002, p.28–29.
- Orlando Villas Bôas: Rompendo fronteiras. In: Cristina Müller; Luiz Octávio Lima; Moisés Rabinovici (Orgs.): O Xingu dos Villas Bôas. São Paulo: Metalivros, 2002a, p. 146–164.
- Orlando Villas Bôas: Discurso proferido em 1974, na Universidade Federal do Mato Grosso. In: C. Figueiredo: 100 discursos históricos brasileiros. Belo Horizonte: Editora Leitura, 2003. p. 413–420.
- Orlando Villas Bôas: História e causos. São Paulo: FTD, 2005.
- Orlando Villas Bôas: Trinta e cinco anos de assistência e pesquisa: a Escola Paulista de Medicina e o Parque Indígena do Xingu. In: Roberto Geraldo Baruzzi; Carmen Junqueira (Orgs.). Parque Indígena do Xingu: saúde, cultura e história. São Paulo: Terra Virgem, 2005a, p. 49–57.
- Orlando Villas Bôas: Xingu: Os índios, seus mitos. Rio de Janeiro: Zahar, 1970.
- Orlando Villas Bôas: Xingu: the Indians, their myths. New York: Farrar, Straus and Giroux, 1973.
- Orlando Villas Bôas: Os Juruna no Alto-Xingu”. In: Reflexão. Instituto de Ciências Humanas e Letras da Universidade Federal de Goiás, 1970a. p. 61–87.
- Orlando Villas Bôas: Território Tribal. In: Maureen Bisilliat; Orlando Villas Bôas und Claudio Villas Bôas: Xingu: território tribal. Sao Paulo: Cultura Editores Associados, 1990, p. 13–33.
- Orlando Villas Bôas: Memórias de Orlando e Cláudio Villas Bôas. In: Darcy Ribeiro. Carta: falas, reflexões, memórias – informe de distribuição restrita do Senador Darcy Ribeiro. Brasília: Gabinete do Senador Darcy Ribeiro, 1993, vol. 9., p. 187–203.
- Orlando Villas Bôas: A marcha para o oeste: a epopéia da Expedição Roncador-Xingu. São Paulo: Editora Globo, 1994.
- Orlando Villas Bôas: Almanaque do sertão: histórias de visitantes, sertanejos e índios. São Paulo: Editora Globo, 1997.
- Orlando Villas Bôas, Claudio Villas Bôas, *Alvaro Villas Bôas: Antigamente o índio nos comia. Agora somos nós que estamos comendo o índio. In: Revista de Cultura Vozes - Política Indigenista no Brasil. Petrópolis: Vozes: 1976. n. 3, ano 70, p. 209–219.

## Filme
- Regisseur Cao Hamburger: Xingu. Brasilien, 2011